# Brachyhesma matarankae
Brachyhesma matarankae là một loài Hymenoptera trong họ Colletidae. Loài này được Exley mô tả khoa học năm 1977.